# Europäische Patentorganisation
Die Europäische Patentorganisation (EPO) ist eine zwischenstaatliche Organisation mit Sitz in München, die durch das Europäische Patentübereinkommen (EPÜ) geschaffen wurde.

## Organe und Aufgaben
Rechtsgrundlage der Europäischen Patentorganisation sind Art. 4–7 EPÜ. In Art. 4 sind die Organe der Organisation festgelegt:
- das Europäische Patentamt (EPA)[4] und
- der Verwaltungsrat.

Die Organisation hat die Aufgabe, europäische Patente gemäß dem EPÜ zu erteilen. Diese Aufgabe wird vom Europäischen Patentamt (EPA) durchgeführt und vom Verwaltungsrat überwacht. Der Verwaltungsrat hat auch die Befugnis (Art. 33 EPÜ), die Ausführungsordnung, die Gebührenordnung und seit Einführung des EPÜ 2000 im Dezember 2007 auch einige Artikel des EPÜ zu ändern.
Die Europäische Patentorganisation ist keine Einrichtung der EU, sondern eine ins Völkerrecht verselbständigte juristische Person, der Hoheitsrechte zur Ausübung übertragen sind. Ihre Mitgliedsstaaten sind die Vertragsstaaten des EPÜ. Lange Zeit (bis zum Beitritt Maltas zum EPÜ 2007) waren nicht einmal alle EU-Mitgliedstaaten Vertragsstaaten des EPÜ. Mit Stand Juni 2012 gehören dem EPÜ zehn Nicht-EU-Mitglieder an, unter anderem die Schweiz und die Türkei.

## Europäisches Patentamt

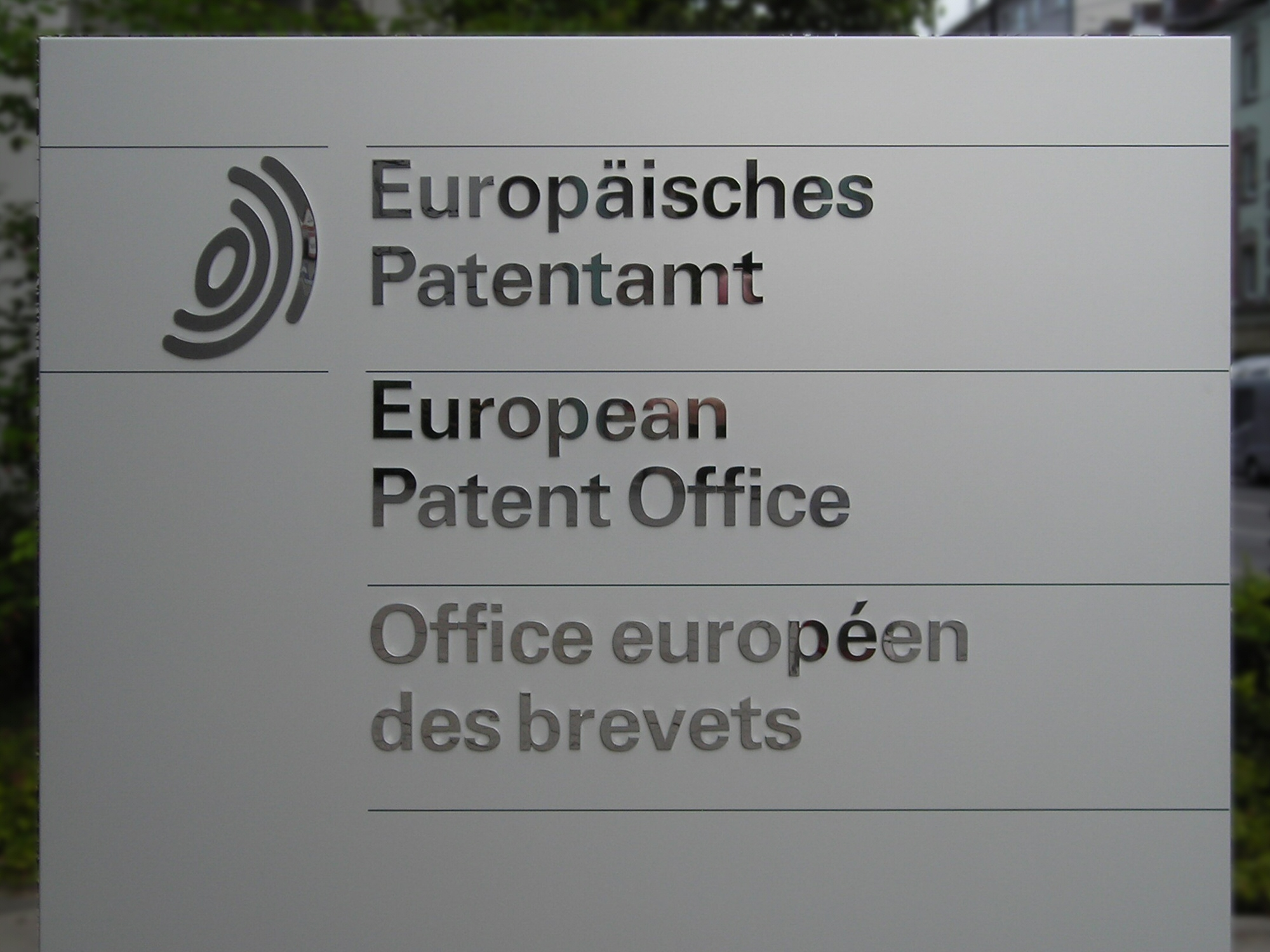

Wichtigstes Organ der EPO ist das Europäische Patentamt (EPA), dessen Aufgabe die Prüfung und Erteilung europäischer Patente ist. Das Amt wurde am 1. November 1977 eröffnet. Die erste Patentanmeldung wurde am 1. Juni 1978 registriert.
Das EPA hat seinen Sitz ebenfalls in München und Dienststellen in Rijswijk (bei Den Haag), Berlin und Wien und ein Verbindungsbüro in Brüssel.

### Dienstgebäude

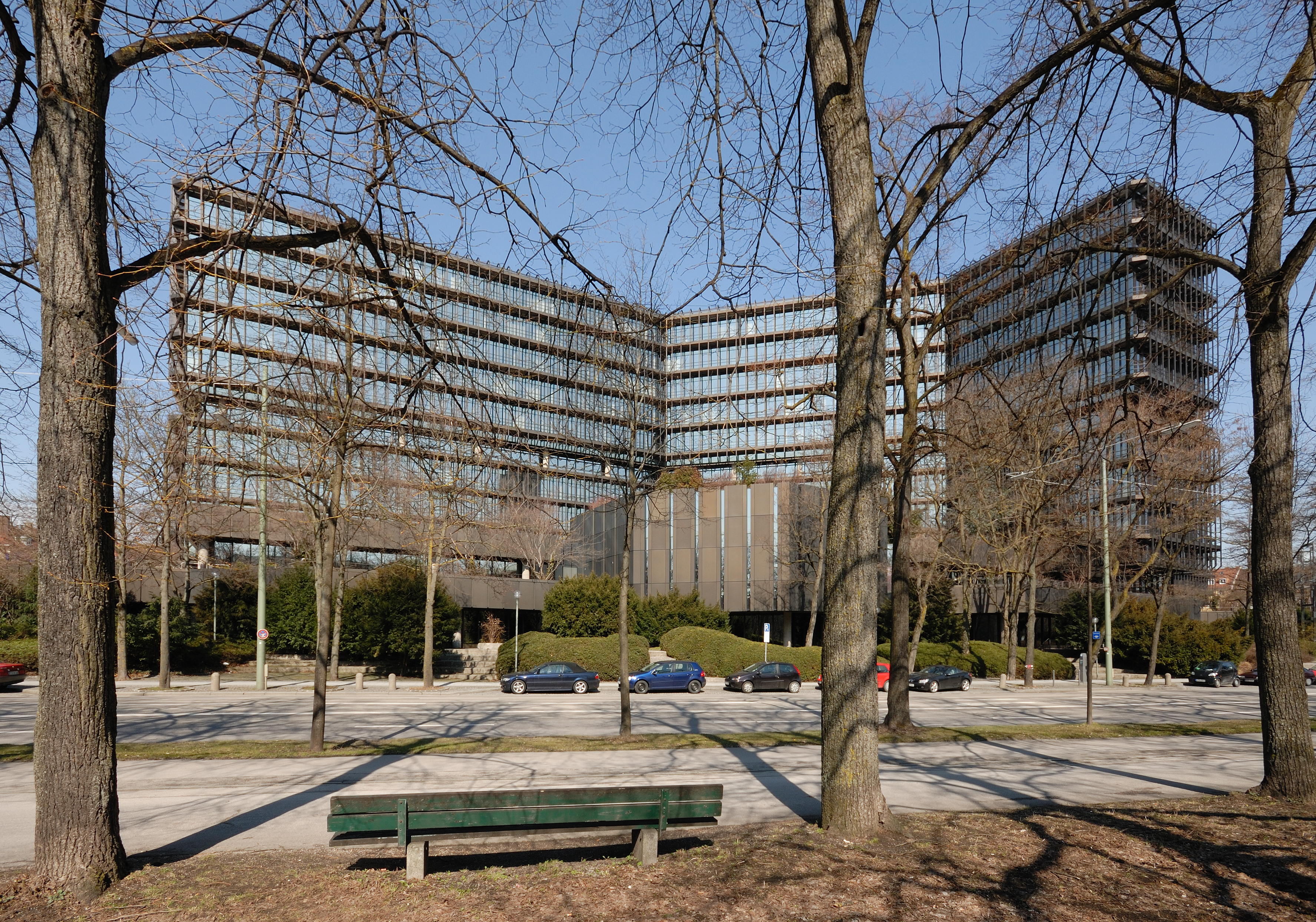
EPO, München, Bob-van-Benthem-Platz
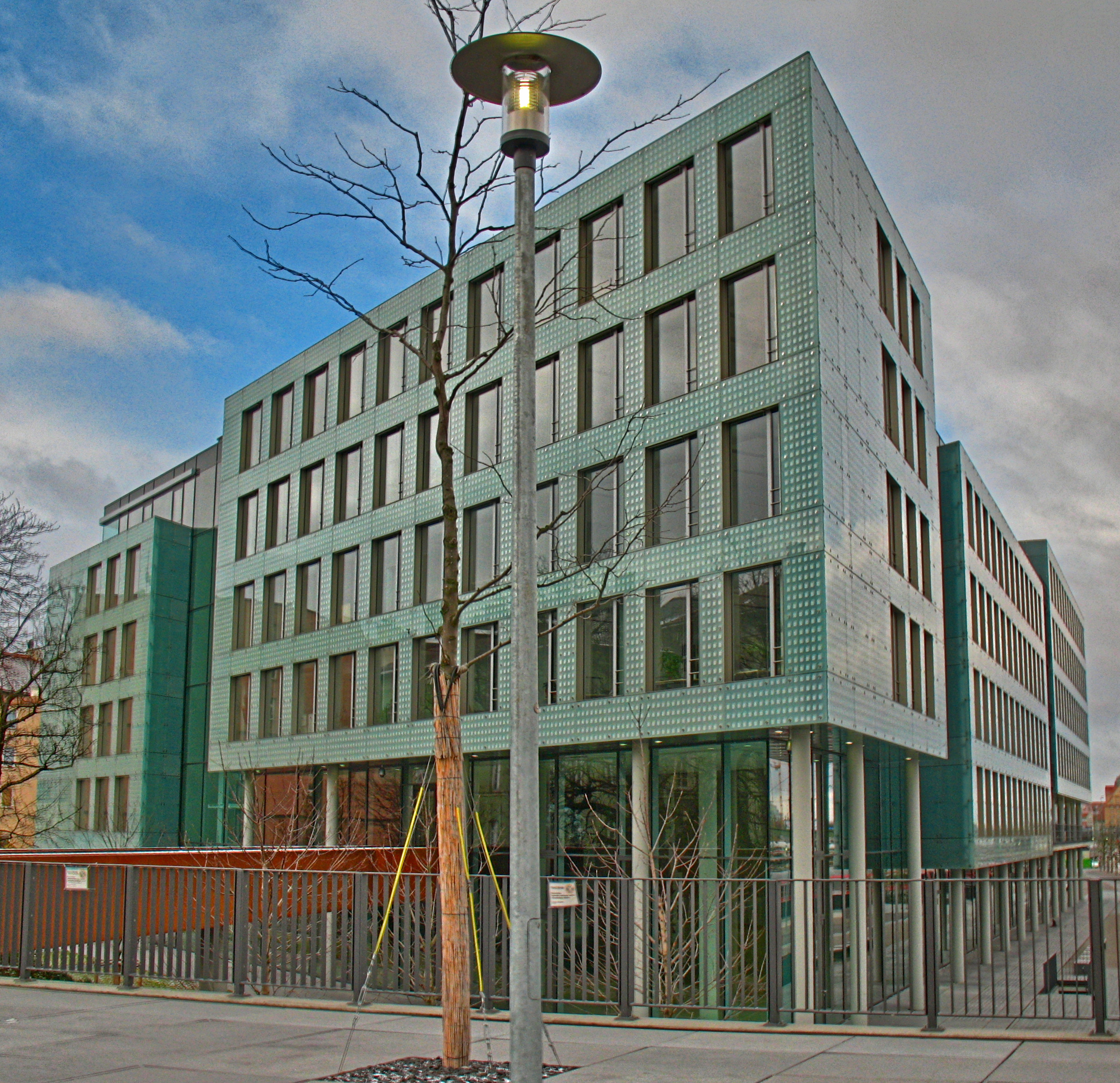
EPO, München, Grasserstraße
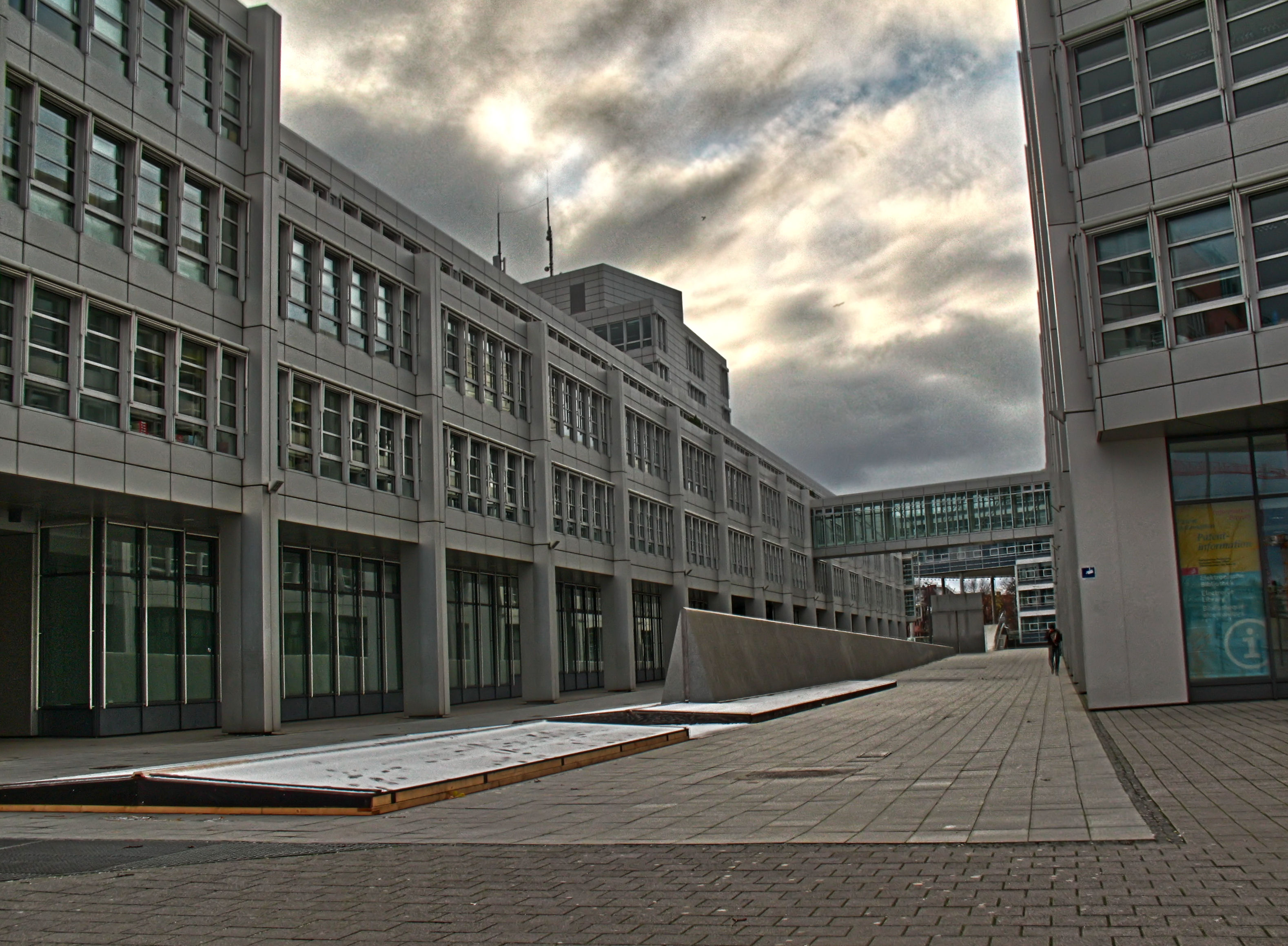
EPA, Kurt-Haertel-Passage

| Standort | Bezeichnung                                        | Adresse                                                            | Architektur                              | Bauzeit   |
| -------- | -------------------------------------------------- | ------------------------------------------------------------------ | ---------------------------------------- | --------- |
| München  | Isargebäude                                        | Bob-van-Benthem-Platz 1, (vormals Erhardtstraße 27), 80469 München | Gerkan, Marg und Partner                 | 1975–1979 |
| München  | Pschorr-Höfe-Gebäude                               | Bayerstraße 34, 80335 München (auch Grasserstraße)                 | Ackermann und Partner                    | 2005–2008 |
| München  | Capitellumgebäude                                  | Landsberger Straße 30, 80339 München                               | SIAT Architekten                         |           |
| Den Haag | Hochhaus „New Main“ und Nebengebäude „New Hinge“   | Patentlaan 2, 2288 EE Rijswijk                                     | Ateliers Jean Nouvel mit Dam & Partners  | 2018      |
| Den Haag | Tower und Nebengebäude „The Hinge“                 | Patentlaan 2, 2288 EE Rijswijk                                     |                                          | 1973      |
| Den Haag | Shellgebäude                                       | Patentlaan 3–9, 2288 EE Rijswijk                                   |                                          |           |
| Den Haag | Rijsvoortgebäude                                   | Visseringlaan 19–23, 2288 ER Rijswijk                              |                                          |           |
| Den Haag | Bürogebäude „Le Croisé“                            | Verrijn Stuartlaan 2a, 2288 EE Rijswijk                            |                                          |           |
| Berlin   | Bürogebäude "C1 Central One / The Midtown Offices" | Karl-Liebknecht-Str. 14, 10178 Berlin                              | Faber & Faber Architekten                | 2022–2025 |
| Wien     |                                                    | Rennweg 12, 1030 Wien                                              | Auböck + Kárász (Landschaftsarchitektur) |           |
| Brüssel  |                                                    | Av. de Cortenbergh, 60, 1000 Brüssel                               |                                          |           |

### Präsidenten des Europäischen Patentamtes
Das Europäische Patentamt wird von einem Präsidenten geleitet. Bisherige Amtsinhaber waren:
- Johannes Bob van Benthem (Niederlande) 19. Oktober 1977 bis 30. April 1985
- Paul Braendli (Schweiz) 1. Mai 1985 bis 31. Dezember 1995
- Ingo Kober (Deutschland) 1. Januar 1996 bis 30. Juni 2004
- Alain Pompidou (Frankreich) 1. Juli 2004 bis 30. Juni 2007
- Alison Brimelow (Großbritannien) 1. Juli 2007 bis 30. Juni 2010
- Benoit Battistelli (Frankreich) 1. Juli 2010 bis 30. Juni 2018
- António Campinos (Portugal) seit 1. Juli 2018

### Finanzierung
Die EPO finanziert sich selbst aus den vom EPA eingenommenen Verfahrensgebühren und aus den Jahresgebühren für anhängige Patentanmeldungen. Nach Erteilung eines europäischen Patents werden die Jahresgebühren jedoch von den Patentinhabern an die nationalen Patentämter derjenigen Staaten entrichtet, in denen diese Patente validiert wurden (Art. 86 und Art. 141 EPÜ). Nur ein Anteil dieser Jahresgebühren muss von den Mitgliedstaaten zur Finanzierung an die EPO zurückgeführt werden. Dieser Anteil betrug im Jahr 2009 etwa 300 Millionen Euro, das ist die Hälfte der 600 Millionen Euro an Jahresgebühren, die die Vertragsstaaten jährlich für erteilte Europäische Patente einnehmen. Traditionell stellen die Jahresgebühren für Anmeldungen und Patente den größten Anteil am Gebührenbudget des EPA von jährlich circa einer Milliarde Euro.

### Personal
Das Europäische Patentamt beschäftigt 6.800 Bedienstete, die Staatsangehörige der Mitgliedstaaten sind und die je nach Dienstgrad eine, zwei oder alle drei offiziellen Amtssprachen Deutsch, Englisch und Französisch beherrschen müssen. Etwa 71 % der Bediensteten haben einen Hochschulabschluss (hauptsächlich Naturwissenschaftler, Ingenieure und Juristen). Ca. 58 % der Bediensteten sind Prüfer, die alle einen Hochschulabschluss haben.
In München arbeiten ca. 3.900 Bedienstete, in Den Haag (im Vorort Rijswijk) ca. 2.900, in Berlin etwa 290, in Wien etwa 110 und in Brüssel vier Bedienstete (Stand Ende 2012).

### Organe im Verfahren vor dem Europäischen Patentamt
Die folgenden Abteilungen sind für die Verfahren vor dem Europäischen Patentamt zuständig (Art. 15 EPÜ):
- eine Eingangsstelle für die Eingangs- und Formalprüfung eingereichter Patentanmeldungen,
- Einspruchsabteilungen, die Einsprüche gegen erteilte Patente bearbeiten,
- Entscheidungen bei Überprüfungsanträgen bei schweren Verfahrensmängeln im Beschwerdeverfahren (Befangenheit eines Kammermitglieds, Falschaussage),
- Entscheidungen über Rechtsfragen, die ihr von den Beschwerdekammern vorgelegt werden,
- eine Große Beschwerdekammer, die über Rechtsfragen entscheidet sowie über Überprüfungsanträge bei schweren Verfahrensmängeln im Beschwerdeverfahren,
- Prüfungsabteilungen für die Sachprüfung der Anmeldungen und die Entscheidung über Erteilung oder Zurückweisung,
- Recherchenabteilungen, die die Recherchenberichte zu den Anmeldungen erstellen,
- eine Rechtsabteilung sowie
- 28 technische und eine juristische Beschwerdekammer(n),[15] die Beschwerden gegen Entscheidungen des Patentamts bearbeiten.

Die Beschwerdekammern des Europäischen Patentamts sind Gerichten gleichgestellt und genießen eine gewisse Unabhängigkeit. So sind Mitglieder der Beschwerdekammern z. B. nicht an Weisungen des Präsidenten des Europäischen Patentamts gebunden (Art. 23 EPÜ). Die Große Beschwerdekammer ist keine weitere Instanz nach einer Beschwerdekammer, obwohl mit dem EPÜ 2000 eine Möglichkeit der Überprüfung geschaffen wurde. Die Große Beschwerdekammer ist ebenfalls zuständig für die Abgabe von Stellungnahmen zu Rechtsfragen, die ihr vom Präsidenten des Europäischen Patentamts vorgelegt werden (Art. 22 EPÜ).

### Europäische Patente

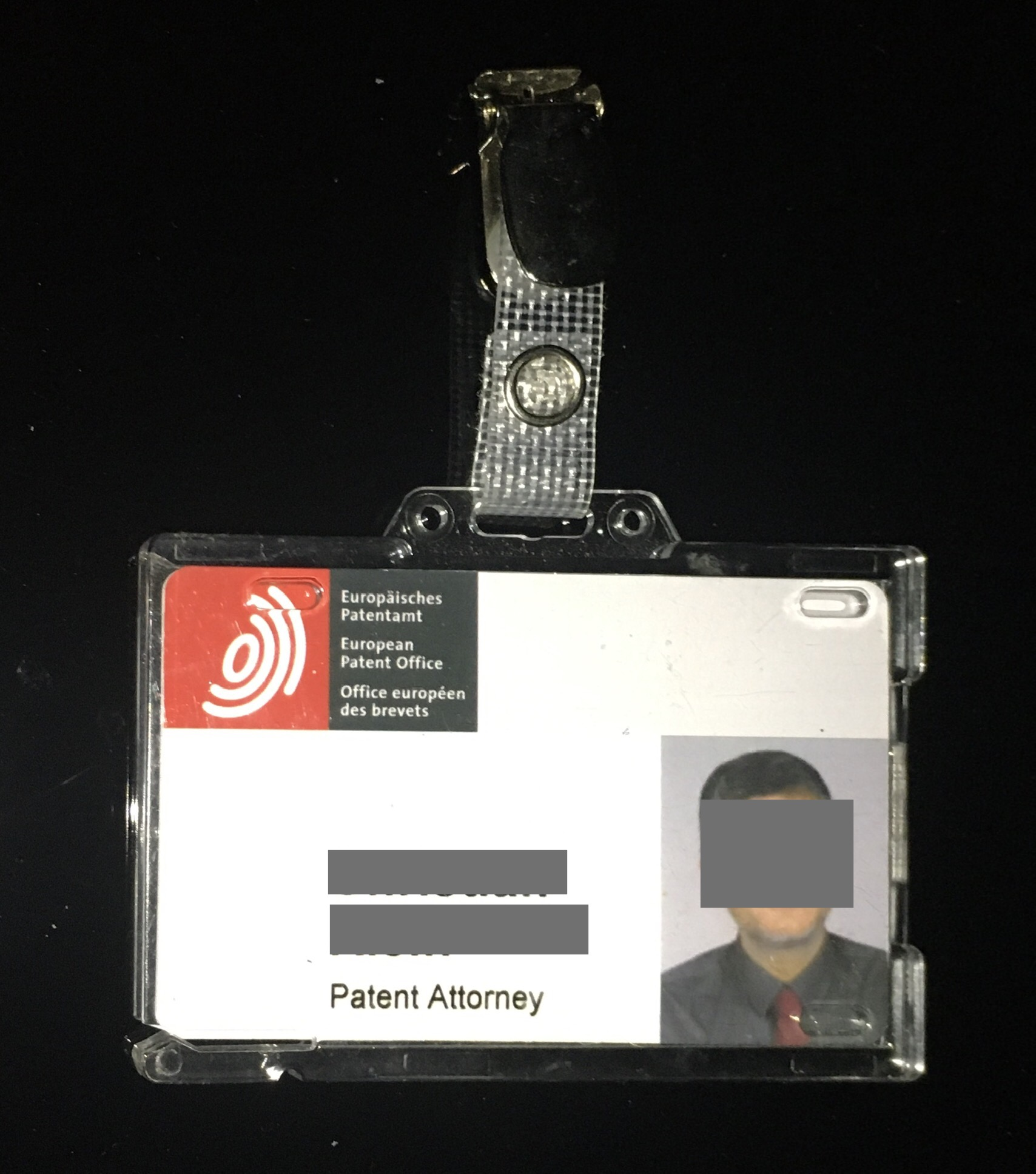
Vom EPA ausgestellter Hausausweis eines unabhängigen Zugelassenen Vertreters vor dem Europäischen Patentamt (umgangssprachlich Europäischer Patentanwalt), dient zur Identifizierung beim Eintritt und bei Verhandlungen in Patentsachen an allen Standorten des EPA

Nach dem zentralisierten Verfahren werden europäische Patente mit Wirkung für die benannten Vertrags- und Erstreckungsstaaten erteilt. Gegen die Erteilung kann innerhalb von neun Monaten nach Veröffentlichung des Hinweises auf die Patenterteilung von jedermann beim Europäischen Patentamt Einspruch erhoben werden. In einem Einspruchsverfahren überprüft die Einspruchsabteilung des EPA, ob die Erteilung unter Berücksichtigung des Vorbringens des Einsprechenden widerrufen werden muss. Letztlich kann ein Einspruchsverfahren zur Aufrechterhaltung in der erteilten Fassung, zur Einschränkung oder zum Widerruf des Patentes führen. Ein europäisches Patent entspricht einem Bündel nationaler Patente und ist solchen gleichgestellt. Fragen der Verletzungen oder Nichtigkeit europäischer Patente fallen daher unter die nationale Gerichtsbarkeit im jeweiligen Vertragsstaat, müssen also ggf. in mehreren Vertragsstaaten individuell vor Gericht gebracht werden.

### Europäisches Patent mit einheitlicher Wirkung
Darüber hinaus sind seit dem 1. Juni 2023 die Regelungen über ein Europäisches Patent mit einheitlicher Wirkung in Kraft, das innerhalb der EU in den „teilnehmenden Mitgliedstaaten“, das sind alle außer Spanien und Kroatien, realisiert wird. Dadurch werden für die EU (außer Spanien und Kroatien) ein einheitlicher Patentschutz und zentrale Gerichtsverfahren für Verletzungs- und Nichtigkeitsprozesse geschaffen. Das Europäische Patent mit einheitlicher Wirkung hat in den EPÜ-Staaten, die nicht in der EU sind, sowie in den EU-Staaten, die nicht teilnehmen, keine Geltung. Hier bleibt es beim „klassischen“ Europäischen Patent.
Formal ist das Einheitliche Europäische Patent als ein für ein bestimmtes Land wirkendes Europäisches Patent bisheriger Art konstruiert, das vom Europäischen Patentamt nach den bisherigen Regeln erteilt wird. Das „Land“, für das dieses Patent wirksam wird, ist jedoch nun das Gebiet der teilnehmenden Mitgliedstaaten der EU. Das Europäische Patent mit einheitlicher Wirkung bietet gemäß der EU-Verordnung Nr. 1257/2012 einheitlichen Schutz und hat gleiche Wirkung in allen teilnehmenden Mitgliedstaaten. Eine weitere Verordnung betrifft die anwendbaren Übersetzungsregelungen.
Die EU-Verordnungen sind ergänzt um ein Übereinkommen über ein einheitliches Patentgericht, das am 19. Februar 2013 von 25 EU-Mitgliedstaaten unterzeichnet wurde. Mittlerweile haben bis auf Spanien, Polen und Kroatien alle EU-Staaten das Übereinkommen unterzeichnet. Das Übereinkommen schaffte für Nichtigkeits- und Verletzungsverfahren internationale Kammern und auch Rechtsmittelinstanzen, in denen es jeweils Richter aus mindestens zwei Vertragsstaaten gibt. Das Einheitliche Patentgericht umfasst ein Gericht erster Instanz und ein Berufungsgericht. Das Gericht erster Instanz besteht aus einer Zentralkammer (mit Sitz in Paris und Außenstelle in München) sowie mehreren örtlichen und regionalen Kammern in den Vertragsstaaten. Das Berufungsgericht hat seinen Sitz in Luxemburg (Präsident: Klaus Grabinski). Die Besonderheit des deutschen Bundespatentgerichts, das technische Richter (mit akademischem Abschluss in dem vom Patent betroffenen technischen Fachgebiet) hat, wurde dabei teilweise übernommen. Bei der Zentralkammer des Gerichts erster Instanz und beim Berufungsgericht sind die Spruchkörper neben Juristen auch mit technisch qualifizierten Richtern besetzt; bei den Lokal- oder Regionalkammern wird ein technisch qualifizierten Richter nur auf Antrag hinzugezogen.
Die beiden EU-Verordnungen traten am 20. Januar 2013 in Kraft. Sie gelten ab dem Tag, an dem das Übereinkommen über ein Einheitliches Patentgericht in Kraft tritt. Es muss dazu von mindestens 13 Staaten, darunter Deutschland, Frankreich und nach dem „Brexit“ nicht mehr das Vereinigte Königreich, sondern Italien, ratifiziert werden. Das war Anfang 2023 der Fall.

## Europäischer Erfinderpreis
Jährlich vergibt die Europäische Patentorganisation den Europäischen Erfinderpreis.

## Verwaltungsrat
Das EPA wird von einem Verwaltungsrat überwacht, der das zweite Organ der EPO darstellt und aus den von den Vertragsstaaten entsandten Vertretern und deren Stellvertretern besteht (Art. 26 Abs. 1 EPÜ). Diese Vertreter der Länder im EPA-Verwaltungsrat sind in den meisten Fällen gleichzeitig Direktoren der nationalen Patentämter ihres Heimatlandes. Diese Verquickung von Ämtern wird von Vertretern der Wirtschaft, der Wissenschaft und der Internationalen Gewerkschaft im Europäischen Patentamt (IGEPA) kritisch betrachtet.
Der belgische Wirtschaftswissenschaftler Professor Bruno van Pottelsberghe, Mitglied des Europäischen Think Tanks BRUEGEL, kritisiert die Vormachtstellung der nationalen Patentämter im Verwaltungsrat der EPO. Er schlägt vor, auch Repräsentanten aus Politik, Wirtschaft und Wissenschaft in den Verwaltungsrat aufzunehmen und ihnen eine Stimme zu geben. In einem von Pottelberghe entworfenen Modell setzt sich der Verwaltungsrat der EPO sowohl aus Vertretern der nationalen Patentämter, als auch aus anderen relevanten Interessengruppen zusammen. Dazu gehören große Industriebetriebe, kleinen und mittelständische Betriebe, Patentanwälte, Wissenschaftler, forschende Universitäten, Politiker und Verbraucherorganisationen.

## Ministerkonferenz
Mindestens alle fünf Jahre muss eine Ministerkonferenz zusammentreten (Art. 4a EPÜ). Dieser Artikel wurde durch die Revisionsakte EPÜ 2000 eingefügt, welche am 13. Dezember 2007 in Kraft trat (BGBl I 2007 Nr. 45, 5. September 2007, S. 2166). Somit hätte spätestens am 13. Dezember 2012 eine solche Ministerkonferenz stattfinden müssen. Das ist aber bislang unterblieben.

## Mitgliedsstaaten
| Mitgliedsstaat         | Seit         |
| ---------------------- | ------------ |
| Albanien               | 1. Mai 2010  |
| Österreich             | 1. Mai 1979  |
| Belgien                | 7. Okt. 1977 |
| Bulgarien              | 1. Juli 2002 |
| Schweiz                | 7. Okt. 1977 |
| Zypern                 | 1. Apr. 1998 |
| Tschechische Republik  | 1. Juli 2002 |
| Deutschland            | 7. Okt. 1977 |
| Dänemark               | 1. Jan. 1990 |
| Estland                | 1. Juli 2002 |
| Spanien                | 1. Okt. 1986 |
| Finnland               | 1. März 1996 |
| Frankreich             | 7. Okt. 1977 |
| Vereinigtes Königreich | 7. Okt. 1977 |
| Griechenland           | 1. Okt. 1986 |
| Ungarn                 | 1. Jan. 2003 |
| Kroatien               | 1. Jan. 2008 |
| Irland                 | 1. Aug. 1992 |
| Island                 | 1. Nov. 2004 |
| Italien                | 1. Dez. 1978 |
| Liechtenstein          | 1. Apr. 1980 |
| Litauen                | 1. Dez. 2004 |
| Luxemburg              | 7. Okt. 1977 |
| Lettland               | 1. Juli 2005 |
| Monaco                 | 1. Dez. 1991 |
| Montenegro             | 1. Okt. 2022 |
| Malta                  | 1. März 2007 |
| Niederlande            | 7. Okt. 1977 |
| Nordmazedonien         | 1. Jan. 2009 |
| Norwegen               | 1. Jan. 2008 |
| Polen                  | 1. März 2004 |
| Portugal               | 1. Jan. 1992 |
| Rumänien               | 1. März 2003 |
| Serbien                | 1. Okt. 2010 |
| Schweden               | 1. Mai 1978  |
| Slowenien              | 1. Dez. 2002 |
| Slowakei               | 1. Juli 2002 |
| San Marino             | 1. Juli 2009 |
| Türkei                 | 1. Nov. 2000 |